# Кълъч Арслан I
Кълъч Арслан I, среща се и като Килидж Арслан (на турски: Kılıç Arslan, означава „Мечът лъв“) (1079 – 1107) е султан на селджукския Иконийски султанат от 1092 до смъртта му през 1107 г. По време на неговото управление през Мала Азия преминава Първият кръстоносен поход и селджукската армия първа влиза в сражение с кръстоносците. Той участва и в битки от кръстоносния поход от 1101 г..